# 1. FC Lokomotive Leipzig (1966)
Der 1. FC Lokomotive Leipzig, kurz 1. FC Lok oder Lok Leipzig, ist ein Fußballklub aus dem Leipziger Stadtteil Probstheida. Er wurde am 20. Januar 1966 aus der Fußballabteilung des SC Leipzig gegründet und gilt als Nachfolger des dreimaligen deutschen Meisters VfB Leipzig. Nach der Wiedervereinigung benannte sich der Verein in VfB Leipzig um. Im Laufe der Zeit wurde unter diesem Namen aus einem Fußballverein ein Mehrspartenverein. In den 1970er und 1980er Jahren zählte er zu den erfolgreichsten Vereinen der DDR-Oberliga und mit insgesamt 77 Europapokalspielen zu den bekanntesten DDR-Fußballclubs in Europa. Aus der DDR bestritten nur Dynamo Dresden und der FC Carl Zeiss Jena mehr internationale Pflichtspiele. 1987 stand Lok im Finale des Europapokals der Pokalsieger. Ihre Heimspiele hat „die Loksche“ im Bruno-Plache-Stadion in Leipzig-Probstheida ausgetragen.
Mit dem 2003 gegründeten Nachfolgeverein 1. FC Lokomotive Leipzig wurde durch eine Fusion die Traditionslücke zwischen beiden Vereinen rechtlich geschlossen.

## Vereinsgeschichte

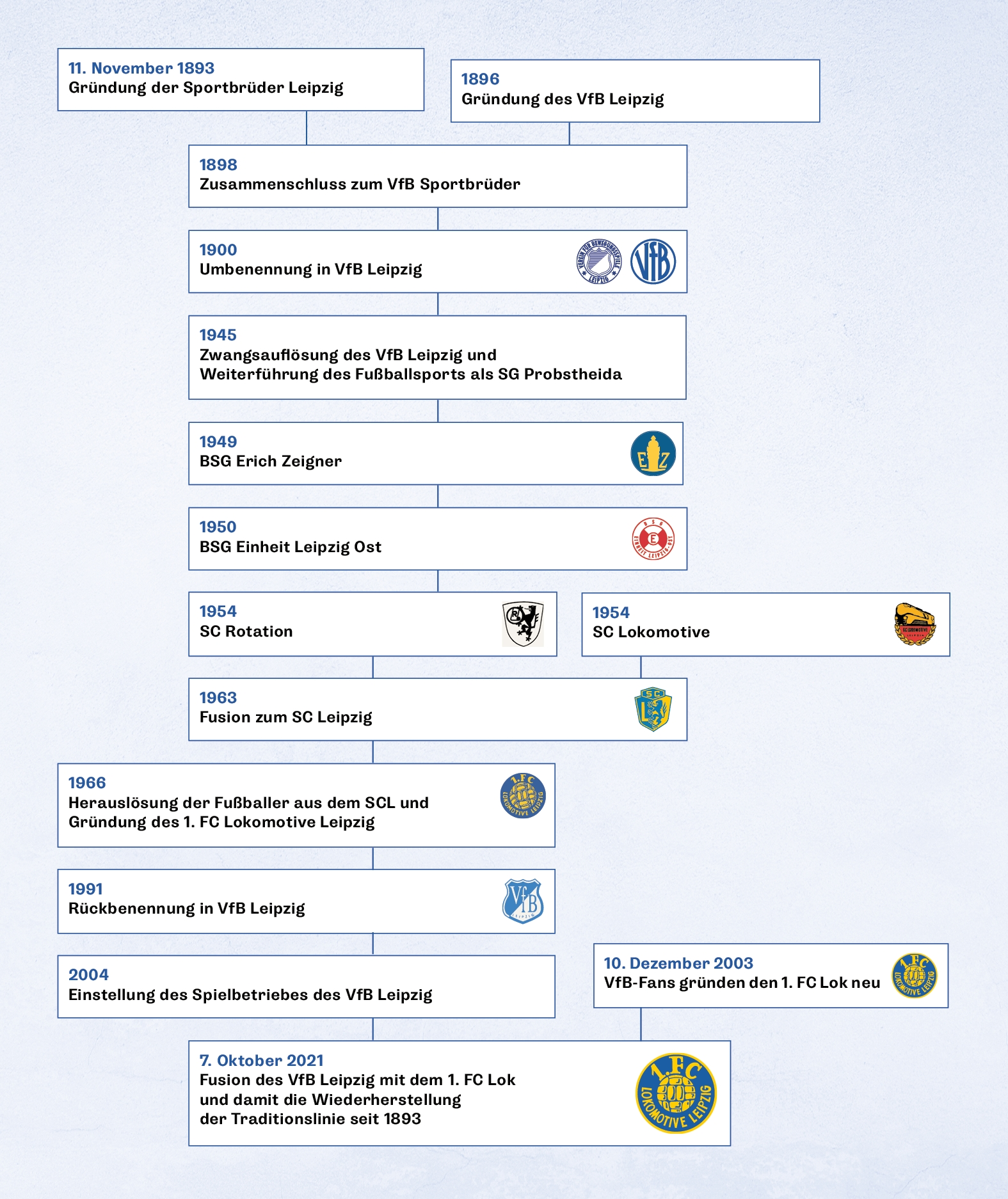
Historische Namensentwicklung des 1. FC Lok Leipzig inkl. Vorgänger und Nachfolger

### 1945–1966: Auf dem Weg zur Gründung
Nachdem 1945 der Großverein des dreifachen deutschen Fußballmeisters VfB Leipzig wie alle bürgerlichen Vereine durch die sowjetische Besatzungsmacht aufgelöst und enteignet worden war, gründeten unter anderem ehemalige VfB-Spieler auf ihrem alten Sportgelände die „SG Probstheida“ (siehe dazu auch Fußball in der DDR und ATV Leipzig 1845), wenig später hieß der Verein „BSG Erich Zeigner“ und „BSG Einheit Ost“. Unter letzterem Namen gelang den Probstheidaern 1953 der Aufstieg in die DDR-Oberliga.
Um eine gezielte Entwicklung des Hochleistungssports zu ermöglichen, erfolgte im Jahr 1954 auf Beschluss des DTSB die Gründung von Bezirkssportclubs (SC), deren Sektionen als Leistungsstützpunkte verschiedener Sportarten fungieren sollten. Im Bezirk Leipzig wurden in diesem Zuge die Vereine BSG Chemie und BSG Einheit Ost aufgelöst und deren Spieler in die Fußballsektionen der Sportclubs Rotation und Lokomotive (SC Rotation Leipzig bzw. SC Lokomotive Leipzig) eingegliedert. Beide Klub-Mannschaften spielten in der DDR-Oberliga und erreichten in der Folgezeit mehrere Erfolge. Die in Probstheida ansässigen Rotation-Fußballer (schwarze Hose, weißes Hemd) belegten in der DDR-Oberliga zweimal den dritten Platz (1955, 1957), die in Leipzig-Gohlis beheimatete Mannschaft des SC Lokomotive (schwarze Hose, rotes Hemd) feierte ihre größten Erfolge im FDGB-Pokalwettbewerb (1957 Sieg, 1958 Finalteilnahme). Darüber hinaus bedeuten mehr als 100.000 Besucher, die am 9. September 1956 dem Ortsderby zwischen Rotation und Lok (1:2) beiwohnten, bis heute einen deutschen Zuschauerrekord für nationale Fußballspiele. International spielte ab 1955 eine aus beiden Mannschaften formierte Leipziger Stadtauswahl im europäischen Messe-Cup.
1963 wurden der SC Rotation und der SC Lokomotive zum SC Leipzig vereinigt, um eine Konzentrierung des Leipziger Hochleistungssports herbeizuführen. Die vermeintlich leistungsstärksten Fußballer wurden in die Sektion des SC Leipzig übernommen (z. B. Henning Frenzel, Peter Gießner vom SC Lok und Manfred Geisler, Wolfram Löwe vom SC Rotation), die restlichen Akteure verloren dagegen ihren SC-Förderstatus und bildeten als BSG Chemie Leipzig ein weiteres Leipziger Team. Fortan standen beide Mannschaften in einer ausgeprägten Rivalität zueinander, die später in der gegenseitigen Abneigung der beiden Nachfolgevereine 1. FC Lok Leipzig und FC Sachsen Leipzig ihre Fortsetzung fand.
Zumindest im Fußball ging der Plan der DDR-Funktionäre zur Leistungskonzentration nur bedingt auf. Gleich im ersten Jahr seines Bestehens gewann „Außenseiter“ Chemie Leipzig die Meisterschaft in der Saison 1963/64, der SC Leipzig belegte hingegen „nur“ den dritten Platz. Im selben Jahr erreichten die Klub-Fußballer zumindest das FDGB-Pokalfinale, das jedoch gegen den SC Magdeburg mit 2:3 verloren ging.
Ein erneuter Funktionärsbeschluss sah ab Ende des Jahres 1965 die Bildung von eigenständigen Fußballclubs (FC) auf Basis der Sportclub-Sektionen vor, um bessere Rahmenbedingungen zur Förderung des DDR-Fußballs zu schaffen. In der Pleißestadt wurde daraufhin die Fußballsektion des SC Leipzig ausgegliedert und am 20. Januar 1966 in den 1. FC Lokomotive Leipzig umgewandelt.

### 1966–1970: Der überraschende Abstieg und Wiederaufstieg
| Liga | Saison | Platz | Punkte | Tore  | Vereinsname         |
| ---- | ------ | ----- | ------ | ----- | ------------------- |
| OL   | 1960   | 10.   | 23:29  | 39:39 | SC Rotation Leipzig |
| OL   | 61/62  | 8.    | 38:40  | 57:57 | "                   |
| OL   | 62/63  | 9.    | 24:28  | 29:35 | "                   |
| OL   | 63/64  | 3.    | 32:20  | 34:27 | SC Leipzig          |
| OL   | 64/65  | 4.    | 30:22  | 53:34 | "                   |
| OL   | 65/66  | 3.    | 28:24  | 50:41 | SC / 1. FC Lok      |
| OL   | 66/67  | 2.    | 30:22  | 39:32 | 1. FC Lok Leipzig   |
| OL   | 67/68  | 5.    | 25:27  | 39:35 | "                   |
| OL   | 68/69  | 14.   | 17:38  | 19:33 | "                   |
| Liga | 69/70  | 1.    | 48:12  | 83:23 | "                   |

Die Gründungsversammlung fand im Leipziger Hauptbahnhof statt, was nicht von ungefähr kam, da der Trägerbetrieb des neuen Vereins die Deutsche Reichsbahn war. Diese unterstützte den Verein finanziell und die Spieler waren formell Angestellte des Betriebs. Das neue Fußball-Leistungszentrum in Leipzig entstand ebenfalls in Leipzig-Probstheida, wo der 1. FC Lokomotive sein Zuhause hatte. Aus diesem Grund spielten viele junge und talentierte Spieler bereits früh beim Verein, der über Jahre hinweg immer wieder Nationalspieler der DDR (mehr als 20) und Stars des DDR-Fußballs hervorbrachte. Die Loksche, wie der Verein von seinen Anhängern heute noch genannt wird, war bekannt für starkes Konterspiel und galt wegen ihrer Unberechenbarkeit als Sphinx der DDR-Oberliga (starken Europapokalspielen am Mittwoch folgten oft schwache Oberliga-Partien am Sonnabend) sowie als absolute Pokalmannschaft. Möglicherweise liegt in dem vom Konterfußball geprägten Spiel der mäßige Erfolg in der Meisterschaft begründet.
Gleich in der ersten Spielzeit nach der Namensänderung (1965/66) belegte man am Ende Platz 3. Im Jahr darauf wurde man Zweiter mit sieben Punkten Rückstand auf den FC Karl-Marx-Stadt, während Henning Frenzel mit 22 Toren Torschützenkönig der DDR-Oberliga wurde. Zwei Jahre später war man im „Tal der Tränen“ angelangt und musste als Tabellenletzter den Gang in die DDR-Liga antreten – der einzige Abstieg in der Vereinsgeschichte. Am letzten Spieltag der folgenden Saison kam es im Bruno-Plache-Stadion zum Showdown um den Aufstieg gegen Wismut Gera. 30.000 Zuschauer sahen das Spiel, was eine Rekordkulisse bedeutete, und einen schwer erkämpften 1:0-Sieg der Loksche, der den direkten Wiederaufstieg bescherte. Nach dem Aufstieg landete der 1. FC Lok auf dem 10. Platz. 1966 machte der Verein erstmals international auf sich aufmerksam, als er im Messepokal Benfica Lissabon um Eusebio in der 3. Runde ausschalten konnte.

### 1970–1980: Erfolge im Pokal und im Europacup
| Liga | Saison | Platz | Punkte | Tore  |
| ---- | ------ | ----- | ------ | ----- |
| OL   | 70/71  | 10.   | 24:28  | 42:46 |
| OL   | 71/72  | 8.    | 25:27  | 30:31 |
| OL   | 72/73  | 4.    | 30:22  | 57:41 |
| OL   | 73/74  | 5.    | 30:22  | 49:35 |
| OL   | 74/75  | 8.    | 24:28  | 37:39 |
| OL   | 75/76  | 4.    | 31:21  | 40:34 |
| OL   | 76/77  | 5.    | 29:23  | 40:29 |
| OL   | 77/78  | 4.    | 32:20  | 57:34 |
| OL   | 78/79  | 5.    | 29:23  | 41:40 |
| OL   | 79/80  | 6.    | 29:23  | 50:34 |

Die 1970er Jahre markierten die Zeit, in der sich der Verein als Pokalmannschaft einen Namen machte, national wie international. 1970 stand er im ersten von insgesamt vier Pokalfinalen in den 1970er Jahren, das man jedoch relativ klar mit 2:4 gegen den FC Vorwärts Berlin verlor (→ Spieldaten des Endspiels um den FDGB-Pokal 1970). Nach einem weiteren verlorenen Pokalfinale gegen den 1. FC Magdeburg (→ Spieldaten des Endspiels um den FDGB-Pokal 1973), der 1974 den Pokal der Pokalsieger gewann, war es dann 1976 endlich soweit. Über die BSG Aktivist Schwarze Pumpe den FC Rot-Weiß Erfurt, FC Carl Zeiss Jena und Dynamo Dresden erreichte man das Pokalfinale gegen den FC Vorwärts Frankfurt/Oder. Durch Tore von Frenzel und Roth gewann man klar mit 3:0 und holte den ersten Pokal und großen Titel nach Probstheida (→ Spieldaten des Endspiels um den FDGB-Pokal 1976).
1977 erreichte Leipzig noch einmal das Finale des FDGB-Pokals, verlor allerdings mit 2:3 gegen Dynamo Dresden (→ Spieldaten des Endspiels um den FDGB-Pokal 1977). Insgesamt erreichte der Verein vier Mal das Pokalfinale und schied einmal im Halbfinale aus.
International machte die Loksche erstmals von sich reden, als sie 1974 bis ins Halbfinale des UEFA-Pokals vordringen konnte. Dabei bezwang sie Mannschaften wie den AC Turin, Wolverhampton Wanderers, Fortuna Düsseldorf und Ipswich Town, ehe sie an Tottenham Hotspur scheiterte. Bis zu diesem Zeitpunkt hatten die Vereine aus der DDR recht wenig Erfolg gegen englische Mannschaften. Doch die Loksche änderte dies, und allein das Aufeinandertreffen mit gleich drei englischen Vereinen und das Ausschalten zweier brachte dem 1. FC Lok ein hohes Ansehen in England ein. So titelte der Daily Telegraph: „Lok Leipzig ist zum Alptraum für den englischen Fußball geworden“, und es bewahrheitete sich, was „La Stampa“ nach dem Ausscheiden des AC Turin schrieb: „Von dieser Lok wird man noch einiges hören“. Noch heute ist der Verein in England sehr bekannt. 80.000 Zuschauer kamen ins Zentralstadion, um die Partie gegen Fortuna Düsseldorf zu sehen – und bis dahin hatte noch nie ein Verein aus der DDR gegen eine Mannschaft aus der Bundesrepublik Deutschland gewonnen.
Das Erreichen des Halbfinals kann gleichzeitig als der zweitgrößte Erfolg des Vereins gewertet werden.
In der nationalen Meisterschaft dagegen belegte Lok häufig nur einen Mittelfeldplatz und die besten Ergebnisse waren 1972/73, 1975/76 und 1977/78 jeweils Platz 4.

### 1980–1990: Der verzweifelte Kampf um einen Meistertitel
| Liga | Saison | Platz | Punkte | Tore  |
| ---- | ------ | ----- | ------ | ----- |
| OL   | 80/81  | 6.    | 28:24  | 46:35 |
| OL   | 81/82  | 3.    | 33:19  | 53:29 |
| OL   | 82/83  | 4.    | 31:21  | 45:27 |
| OL   | 83/84  | 3.    | 37:15  | 56:28 |
| OL   | 84/85  | 3.    | 38:14  | 55:26 |
| OL   | 85/86  | 2.    | 32:20  | 33:22 |
| OL   | 86/87  | 3.    | 34:18  | 34:22 |
| OL   | 87/88  | 2.    | 37:15  | 42:21 |
| OL   | 88/89  | 5.    | 28:24  | 39:26 |
| OL   | 89/90  | 8.    | 25:27  | 34:33 |
| OL   | 90/91  | 7.    | 28:24  | 37:33 |

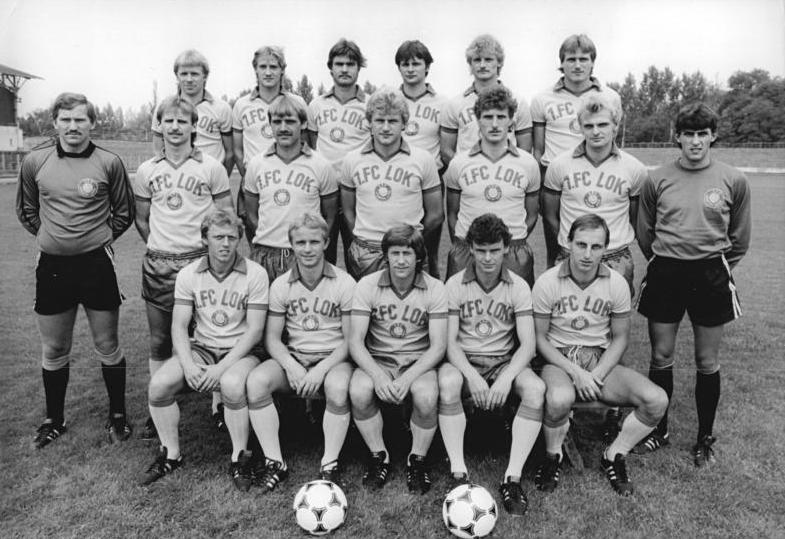
Mannschaftsfoto 1983

Die 1980er Jahre standen ganz im Zeichen des BFC Dynamo, der ab 1979 die DDR-Oberliga teilweise dominierte. Neben der SG Dynamo Dresden etablierte sich dabei der 1. FC Lok Leipzig als Herausforderer Nummer eins auf den DDR-Meistertitel. Allein zwischen 1982 und 1988 standen die Messestädter sechsmal auf dem Podium, mussten aber stets dem Seriensieger aus der Hauptstadt den Vortritt lassen.
Am Ende der Saison 1985/86 stand für die Mannschaft des 1. FC Lok der erste Vizemeistertitel zu Buche. Dieser Erfolg wurde jedoch von den Vorkommnissen überschattet, die sich beim Heimspiel gegen den alten und neuen DDR-Meister aus Berlin am 22. März 1986 ereignet hatten. In diesem führten die Lok-Fußballer lange Zeit mit 1:0, bis Schiedsrichter Bernd Stumpf in der fünften Minute der Nachspielzeit den Berlinern einen Elfmeter zusprach. Ein angebliches Foul des Leipzigers Hans Richter an seinem Gegenspieler Bernd Schulz als Ursache für diese Entscheidung war für Außenstehende auch mithilfe von Fernsehbildern nicht eindeutig zu erkennen. Im Nachhinein sorgte diese Schiedsrichterentscheidung, welche die Berliner vor einer Niederlage bewahrte, für ein Politikum. Ähnliche Vorfälle in der Vergangenheit hatten bereits bei vielen Beobachtern die Vermutung nahelegt, dass die jahrelange Dominanz des Serienmeisters nicht allein auf dessen sportliche Leistung zurückzuführen war. Obwohl dieser Punktverlust nicht ausschlaggebend für den Ausgang der Meisterschaft war – zum Saisonabschluss einige Wochen später rangierte der 1. FC Lok Leipzig mit zwei Punkten Rückstand und schlechterem Torverhältnis hinter dem Hauptstadtklub –, löste dieser „Schand-Elfmeter von Leipzig“ eine bis dahin einmalige Protestwelle gegen die schon seit Jahren andauernde angebliche Bevorteilung des BFC Dynamo aus. Als Folge dieses Disputs, der sich neben einer hohen Medienpräsenz auch bis in die höchsten Ebenen der Politik fortsetzte, wurde „Verursacher“ Bernd Stumpf trotz nicht bewiesener Schuld als Schiedsrichter lebenslang gesperrt.
1988 scheiterte die Lok erneut nur knapp an der Meisterschaft. Im Gegensatz zur vorletzten Saison mussten sich die Sachsen dem BFC Dynamo diesmal nur aufgrund des schlechteren Torverhältnisses geschlagen geben. Dies sollte zugleich die letzte Medaille für die Lok-Fußballer sein, die sich danach nur noch im Mittelfeld platzieren konnten. Dennoch waren die 1980er Jahre das erfolgreichste Jahrzehnt für den 1. FC Lokomotive Leipzig. Dies spiegelte sich auch im FDGB-Pokal wider, wo die Probstheidaer bei ihren drei Finalteilnahmen jeweils als Sieger hervorgingen (1981, 1986, 1987). Daneben konnten die Messestädter zwei weitere Male ins Pokalhalbfinale vordringen (1980, 1988).

Eintrittskarte für das Spiel des 1. FC Lok gegen den SSC Neapel 1988

Auch international sorgte der Fußballclub vereinzelt für Aufsehen. Scheiterten die Leipziger 1982 erst im Viertelfinale des Pokalsieger-Wettbewerb am späteren Gewinner FC Barcelona, so ereilte Lok Leipzig im darauffolgenden Jahr im UEFA-Pokal das Erstrunden-Aus gegen Viking Stavanger (Norwegen). Auch in der EC-Saison 1983/84 schien das Ausscheiden in der ersten Runde des UEFA-Pokals beschlossene Sache, als Leipzig auf Girondins Bordeaux traf. Gegen die französische Mannschaft, in deren Aufgebot Spieler wie Jean Tigana, Patrick Battiston und Alain Giresse standen, setzte sich jedoch der DDR-Vertreter überraschend deutlich mit zwei Siegen durch (3:2 in Bordeaux, 4:0 in Leipzig). Nach einem weiteren Sieg über Werder Bremen musste sich der 1. FC Lok in der dritten Runde schließlich Sturm Graz geschlagen geben.
Nachdem der 1. FC Lok Leipzig in den UEFA-Cup-Wettbewerben 1984/85 und 1985/86 jeweils in der zweiten Runde gegen die Mannschaften von Spartak Moskau bzw. AC Mailand ausgeschieden war, schlug im Europapokal der Pokalsieger 1986/87 dann die große Stunde der Blau-Gelben. Nach Siegen über Glentoran Belfast, den SK Rapid Wien und FC Sion traf die Lok-Mannschaft in der Runde der letzten Vier erneut auf Girondins Bordeaux. Wie bereits vier Jahre zuvor gelang den Leipzigern ein Sieg im Hinspiel in Bordeaux, wobei Uwe Bredow für das einzige Tor des Spiels sorgte. Beim Rückspiel im ausverkauften Leipziger Zentralstadion vor offiziell 73.000 Zuschauern – nach inoffiziellen Angaben waren bis zu 120.000 Zuschauer anwesend – konnte Girondins Bordeaux durch einen frühen Treffer das Hinspielergebnis egalisieren. Da weitere Treffer ausblieben, musste das Spiel nach einer ebenfalls torlosen Verlängerung im Elfmeterschießen entschieden werden. Dabei avancierte der Leipziger Schlussmann René Müller zur Ikone der Lok-Anhänger, als er nach einem parierten Elfmeter Nervenstärke bewies und den entscheidenden Treffer zum Endstand von 6:5 für Leipzig setzte. Nach dem 1. FC Magdeburg 1974 und dem FC Carl Zeiss Jena 1981 war der 1. FC Lokomotive damit erst die dritte DDR-Mannschaft, die ein Finale im Europapokal erreichte. Dieses fand in Athen statt, wobei die Männer um Hans-Ulrich Thomale auf Ajax Amsterdam trafen. Gegen die Niederländer, die von Johan Cruyff trainiert wurden, waren die Leipziger klar in der Rolle des Außenseiters. Am Ende musste sich die Loksche erwartungsgemäß gegen das Team um Jan Wouters, Aron Winter, Frank Rijkaard, Dennis Bergkamp und Marco van Basten geschlagen geben, das in der 21. Minute durch einen Kopfball von van Basten zum Erfolg kam.(→ Pokal der Pokalsiegerfinale 1987). Trotz der Niederlage ernteten die Leipziger viel Anerkennung für ihren beherzten Auftritt. Cruyff meinte nach dem Spiel: „Ich hätte nicht geglaubt, dass uns Lok Leipzig nach der Pause so unter Druck setzen würde. Wir sind über diesen knappen Sieg sehr glücklich.“
Ein Jahr später startete Lok Leipzig erneut im Europapokal der Pokalsieger, musste jedoch bereits in der ersten Runde gegen Olympique Marseille die Segel streichen. Im UEFA-Pokal 1988/89 erreichten die Leipziger zumindest die zweite Runde, unterlagen aber dort dem späteren Cup-Gewinner SSC Neapel, der mit Diego Maradona den zu diesem Zeitpunkt wohl weltweit populärsten Fußballer in seinen Reihen hatte.
Gegen Ende der 1980er Jahre spielten die Fußballer des 1. FC Lokomotive Leipzig im DDR-Fußball nur noch eine untergeordnete Rolle und belegten am Saisonende jeweils einen Platz im Oberliga-Mittelfeld. Dennoch ist Lok Leipzig nach dem BFC Dynamo und Dynamo Dresden der Verein mit der drittbesten Punktausbeute der 80er Jahre und außerdem der höchstplatzierte Verein in der Ewigen Tabelle (Platz 4), der nie Meister wurde.

### 1990–1991: Letzte DDR-Oberliga-Spielzeit
Nach den gesellschaftlichen Umwälzungen in der DDR und der anschließenden Wiedervereinigung wurden die DDR-Vereine in den gesamtdeutschen Sport integriert. Die Saison 1990/91 wurde zur letzten Saison der DDR-Oberliga und diente zur Qualifikation für Bundesliga und die 2. Bundesliga. Eine besondere Brisanz aus Leipziger Sicht erhielt diese Saison zusätzlich durch den neugegründeten Aufsteiger FC Sachsen Leipzig, der aus der regulär aufgestiegenen BSG Chemie Böhlen und dem ewigen Leipziger Ortsrivalen BSG Chemie Leipzig entstanden war. In den Reihen des FC Sachsen standen dabei mit Frank Baum, Dieter Kühn, Hans-Jörg Leitzke  und dem Anfang August 1990 verpflichteten ehemaligen DDR-Nationaltorwart René Müller immerhin vier Lok-Helden aus glorreichen Europapokalzeiten. Außerdem verlor man mit Uwe Zötzsche (zu Racing Straßburg), Heiko Scholz (zu Dynamo Dresden) und Olaf Marschall (zu Admira/Wacker Wien) weitere Leistungsträger. Trotz eines 4:1-Sieges am letzten Spieltag über den bereits feststehenden Oberligameister Hansa Rostock scheiterte die Mannschaft unter Trainer Gunter Böhme denkbar knapp an der direkten Qualifikation zur 2. Bundesliga. Platz sieben hinter dem punktgleichen FC Carl Zeiss Jena Platz berechtigte zumindest zur Teilnahme an der Qualifikationsrunde zur 2. Bundesliga. Mit dazu bei trugen neben langjährigen Stammkräften junge Spieler wie Jürgen Rische, Bernd Hobsch oder der in der Winterpause nach Leipzig gewechselte Dirk Anders. In der nachfolgenden Qualifikationsrunde, für die extra mit Jürgen Sundermann ein neuer Trainer verpflichtet wurde, traf Lok auf den Eisenhüttenstädter FC Stahl, den FSV Zwickau (Sieger der DDR-Ligastaffel B) und den Ortsrivalen FC Sachsen Leipzig. Mit vier Siegen und zwei torlosen Unentschieden qualifizierte sich die Mannschaft relativ souverän für die 2. Bundesliga.

### 1991: Rückbesinnung auf Vorkriegstradition
Noch während der Saison 1990/91 beschloss der Verein am 28. Mai 1991 in Erinnerung an den dreimaligen deutschen Meister VfB Leipzig die Umbenennung in VfB Leipzig.
Unter anderem Herbert Gabriel, DFB-Pokalsieger von 1936, war den Probstheidaern auch Jahrzehnte nach dem Triumph gegen Schalke 04 treu geblieben. Er setzte sich bei Präsident Karl Drößler für die Wiederaufnahme der Traditionslinie ein. Auch die Mitglieder folgten dieser Idee und ab dem 1. Juli 1991 hieß der Verein wieder VfB Leipzig. Somit trat der Club in der Saison 1991/92 nicht mehr unter dem Namen 1. FC Lokomotive Leipzig an.

## Trainer
| BSG Leipzig–Ost - 1951 – 1952: Rudolf Walseck - 1952 – 1954: Otto Winter - 1953 – 1954: Arthur Fischer SC Rotation Leipzig - 1954 – 1956: Heinz Krügel - 1957 – 1958: Hans Studener - 1956 – 1959: Werner Welzel - 1959 – 1960: Martin Brunnert - 1961 – 1963: Martin Schwendler SC Lokomotive Leipzig - 1954–1955: Alfred Kunze - 1955–1957: Fritz Wittenbecher - 1958–1963: Alfred Kunze | SC Leipzig - 1963 – 1965: Rudolf Krause - 1965 – 1966: Günter Konzack 1. FC Lok Leipzig - 1966 – 1969: Hans Studener - 1969 – 1971: Kurt Holke - 1971 – 1976: Horst Scherbaum - 1976 – 1978: Manfred Pfeifer - 1978 – 1979: Heinz Joerk - 1979 – 1985: Harro Miller - 1985 – 1990: Hans–Ulrich „Ulli“ Thomale - 1990 – 1991: Gunter Böhme - 1991: Jürgen Sundermann |

## Sportliche Erfolge
- DDR-Meisterschaft
  - Vizemeister: 1967, 1986, 1988

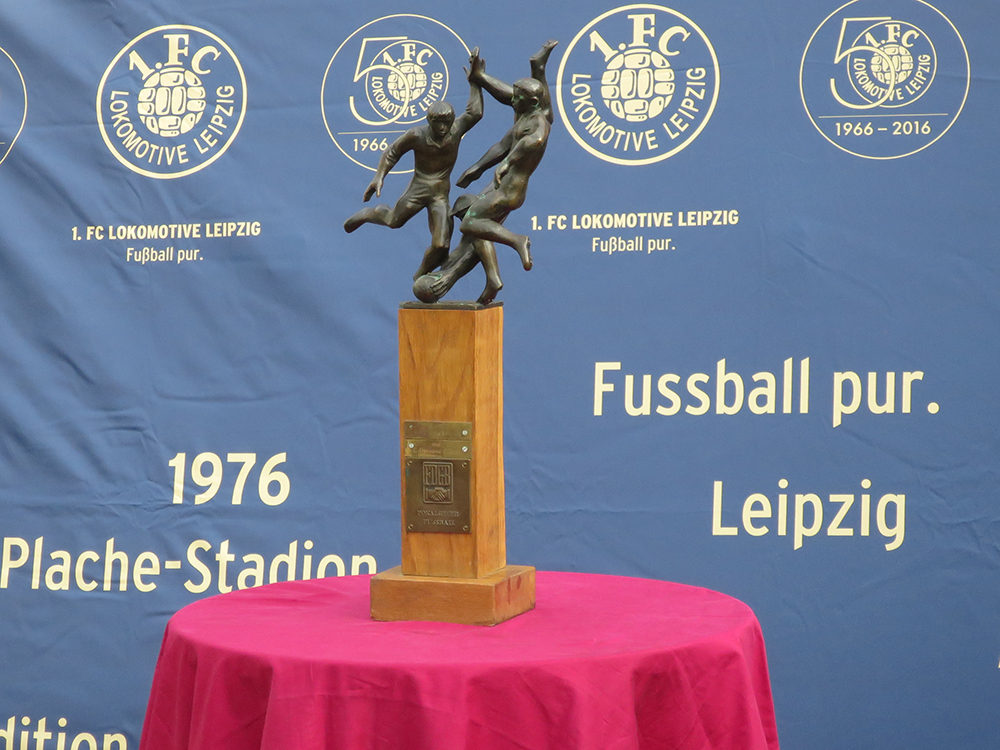
FDGB-Pokal von 1986 und 1987

  - Dritter: 1966, 1982, 1984, 1985, 1987
  - Rang 4 der ewigen Tabelle der DDR-Oberliga
- FDGB-Pokal
  - Sieger: 1957, 1976, 1981, 1986, 1987
  - Finalist: 1958, 1964, 1970, 1973, 1977
- Europapokal der Pokalsieger
  - Finalist: 1987
- UEFA-Pokal
  - Halbfinalist: 1974
- International Football Cup
  - Sieger: 1966

## Stadien
Seine Heimspiele trug der 1. FC Lokomotive in der Regel im Bruno-Plache-Stadion aus.

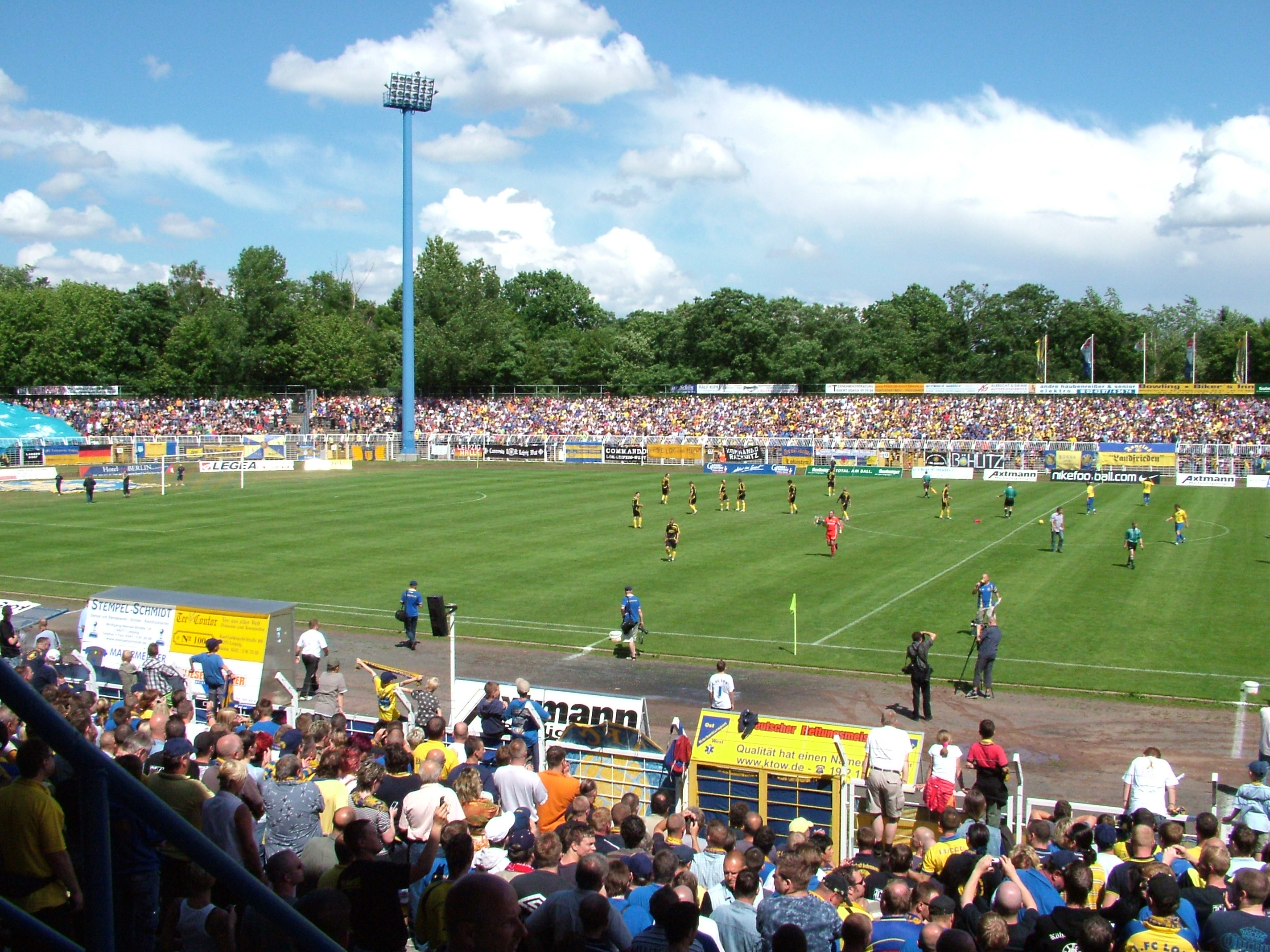
Das Bruno-Plache-Stadion

Schon seit den 1920er Jahren wurde in der damals noch Probstheidaer Stadion genannten Spielstätte Fußball gespielt, und immer war es die Heimat des VfB Leipzig und später des 1. FC Lok. Einzige Ausnahme waren die Jahre 1992–1995, wo aufgrund der Sicherheitsbestimmungen des DFB im Zentralstadion gespielt werden musste. Das Bruno-Plache-Stadion befindet sich im Leipziger Stadtteil Probstheida, südlich des Völkerschlachtdenkmals. Offiziell fasst das Stadion heute 15.600 Zuschauer. Aufgrund verschiedener Sicherheitsbestimmungen ist es zur Zeit allerdings nur für 10.900 Zuschauer (Stand: 1. Januar 2018) zugelassen. Bei der Eröffnung kamen 50.000 Zuschauer zum Spiel des VfB Leipzig gegen den SC Victoria Hamburg. Die 1932 errichtete und heute noch in Betrieb befindliche Holztribüne ist weitestgehend im Originalzustand erhalten. Sie ist damit ein bedeutendes historisches Beispiel für eine große Holztribüne in deutschen Fußballstadien jener Zeit.